# Eduardo Roquero
Eduardo "Dr. Ed" Valenzuela Roquero (Pigkawayan, 18 oktober 1949 - Manilla, 24 augustus 2009) was Filipijns politicus. Roquero was sinds 2007 burgemeester van San Jose del Monte City, nadat hij er eerder al van 1988 tot 1992 en van 1995 tot 2000 burgemeester was geweest. Van 2004 tot 2007 was hij lid van het Huis van Afgevaardigden namens de stad.

## Biografie
Roquero was de zoon van Anacleto Roquero, een voormalig burgemeester van Pigkawayan en Rita Valenzuela afkomstig uit Bugasung in de provincie Aklan. Hij behaalde in 1970 een Bachelor-diploma medicijnen aan het Colegio de San Juan de Letran en vervolgde zijn studie medicijnen daarna aan de Far Eastern University, waar hij in 1974 zijn Doctor of Medicine-diploma haalde. Na zijn opleiding werkte hij van 1976 tot 1981 als arts in San Jose del Monte. Daarna was er hij vanaf 1982 directeur-eigenaar van het Roquero General Hospital.
In 1988 werd hij voor de eerste maal gekozen als burgemeester van San Jose del Monte, in die tijd nog een gemeente. Nadat hij de verkiezingen van 1992 verloren had van Reynaldo A. Villano won hij de verkiezingen opnieuw in 1995. In 1998 en in 2001 werd hij herkozen. In september 2000 werd San Jose del Monte een stad en zodoende werd Roque de eerste burgemeester van deze nieuwe stad. Na zijn derde en dus laatste opeenvolgende termijn als burgemeester won hij bij de verkiezingen van 2004 een zetel in het Huis van Afgevaardigden namens de stad San Jose del Monte. Bij de verkiezingen van verkiezingen van 2007 werd hij opnieuw gekozen als burgemeester.
Roquero overleed op 59-jarige leeftijd aan de gevolgen van een hartaanval in het Far Eastern University Hospital in Manilla. Roquero was getrouwd met Isabelita Sandoval. Samen kregen zij zes kinderen.